# Philodendron melinonii
Philodendron melinonii là một loài thực vật có hoa trong họ Ráy (Araceae). Loài này được Brongn. ex Regel miêu tả khoa học đầu tiên năm 1874.